# Isabel Guialo
Isabel Evelize Wangimba Guialo (født 8. april 1990 i Luanda, Angola) er en angolsk håndboldspiller som fra sæsonen 2018-19 spiller i den ungarske klub Kisvárdai KC og det angolske landshold.